# Rəsulzadə
Rəsulzadə – osiedle typu miejskiego w Azerbejdżanie, należące do miasta wydzielonego Baku. Według danych na rok 2015 liczyło 52 500 mieszkańców.